# 맥길 대학교
맥길 대학교(영어: McGill University)는 캐나다 퀘벡주 몬트리올에 위치한 연구 중심 공립 대학으로, 세계 유수의 명문대 중 하나이다. 종종 '북미의 하버드' 또는 '캐나다의 하버드'라는 별명으로 불린다. 두 개의 캠퍼스가 있으며, 300개가 넘는 프로그램에서 학위를 선택할 수 있다.
캐나다에서 고등학교 내신 성적이 가장 높은 학생들이 입학하며, 이 때문에 다른 대학들에 비해 장학금을 얻기는 어려운 편이다. 입학 및 학비는 퀘벡주 출신과 캐나다 내 다른 주 출신, 그리고 해외 유학생에 따라 다른 기준이 적용되어 일괄적인 비교가 어렵다. 1960년대부터 현재까지 퀘벡주 학생을 정원의 40%로 채우는 쿼터제를 실시하고 있다.
세계경제포럼이 선정한 세계 최상위 26개 대학 중 하나이며, 캐나다 대표 주간지 매클린스는 맥길대를 15년 연속으로 캐나다 대학 랭킹 1위로 선정하였다. 이코노미조선이 국내 10대 그룹 상장계열사 사장, 부사장, 시가총액 300위 기업 대표이사들을 분석한 결과, 미국 펜실베니아 대학교와 함께 국내에서 가장 많은 경영자를 배출한 해외대학인 것으로 나타났다.

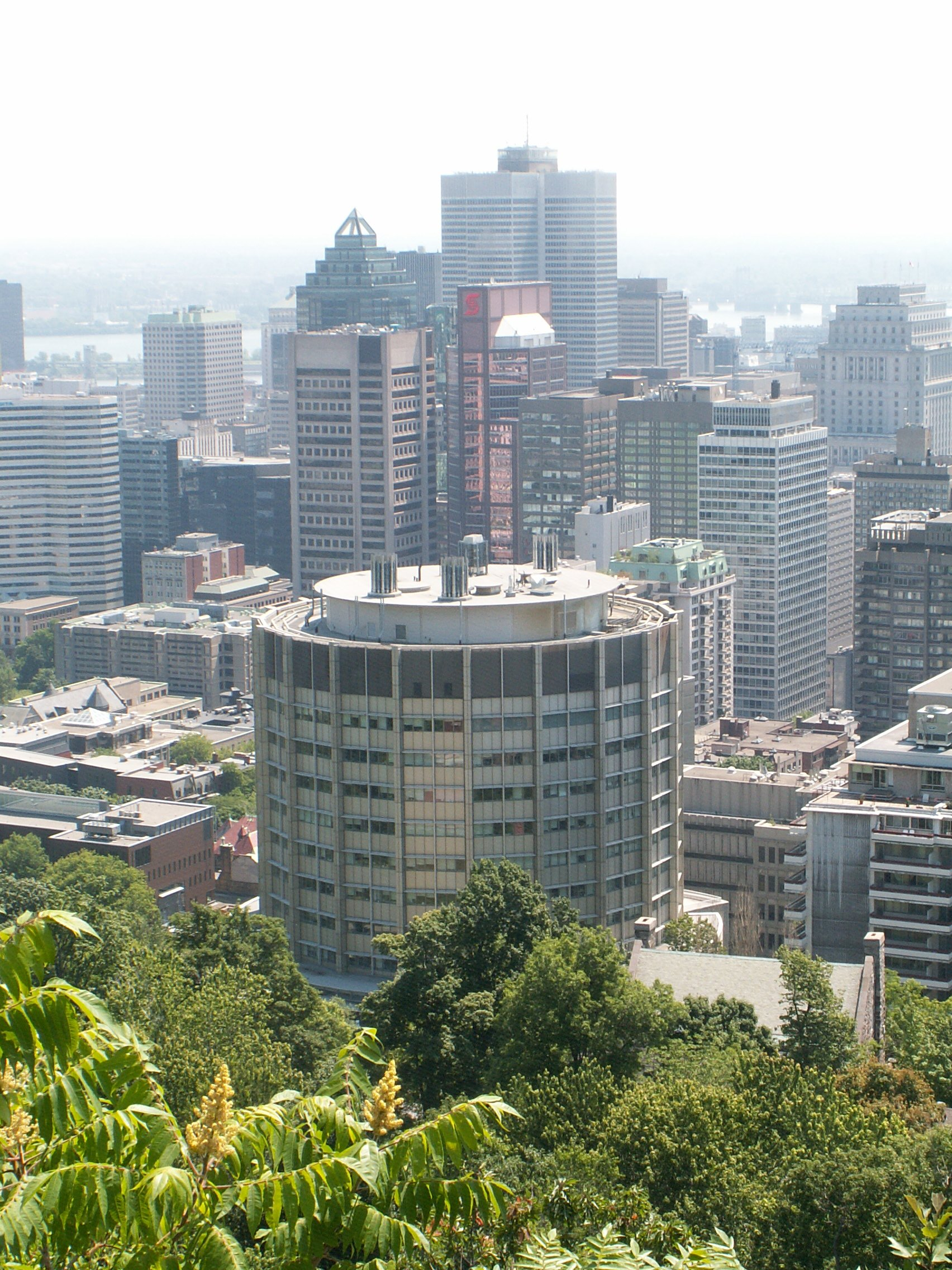
Faculty of Medicine

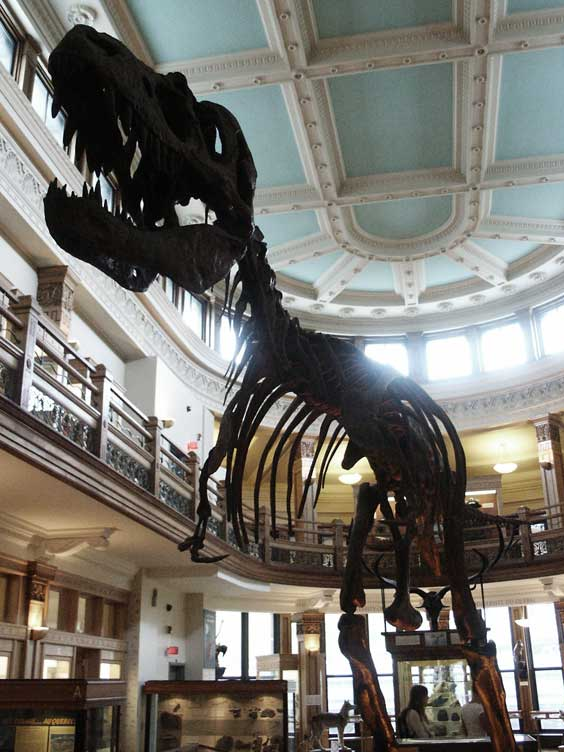
Albertosaurus, Redpath Museum

캐나다 국내에서 가장 많은 12명의 노벨상 수상자와 145명의 로즈 장학생을 포함하여, 현직 캐나다 총리인 쥐스탱 트뤼도를 포함한 3명의 캐나다 총리, 최소 8명의 해외 국가원수, 15명의 대법관, 3명의 우주 비행사, 9명의 아카데미상 수상자, 3명의 퓰리처상 수상자, 28명의 올림픽 메달리스트, 최소 10명의 억만장자를 배출했다. 특히 로즈 장학생의 숫자는 전세계 대학 중 하버드, 예일, 프린스턴 다음으로 많다.
맥길대학교 졸업생들은 농구와 아이스하키를 발명했으며, 미식 축구의 규칙들은 1874년 5월 14일 맥길대학교와 하버드 대학교가 치른 경기가 기원이 되어서 아이비리그 대학들을 비롯해 전세계로 퍼졌다.
또한, 맥길대학교 졸업생들은 존스 홉킨스 의과대학, 브리티시 컬럼비아 대학교, 빅토리아 대학교, 앨버타 대학교 등 세계의 주요 대학들을 창립했다.
어니스트 러더퍼드와 오토 한의 방사능 연구로 원자핵과 토륨이 발견된 대학으로 유명하며, 세계 최초로 인공 세포, 인터넷 검색 엔진(아키 검색 엔진), 전하 결합 소자 등이 발명되었다. 특히 의학과 심리학, 신경과학 분야에서 많은 기여를 했는데, 이 대학에서 처음으로 신체 각 부분에 해당하는 뇌의 지도가 완성되었고(펜필드 지도), 브렌다 밀너의 연구를 통해 단기기억과 장기기억의 차이점이 밝혀졌으며, 20세기에 가장 영향력있던 심리학자 중 하나였던 도널드 올딩 헤브의 연구를 통해 뉴런과 시냅스의 작용 원리가 알려졌다.
동문 1인당 기부금은 캐나다 대학 중 가장 많으며(학생 1인당 C $ $41,323), 2019년 2월에는 맥칼 맥베인 재단(McCall MacBain Foundation)으로부터 캐나다 역사상 최대의 단일 기부 금액인 2억 캐나다 달러(한화 약 1700억)를 받기도 했다.

## 역사

### 맥길 대학교의 설립

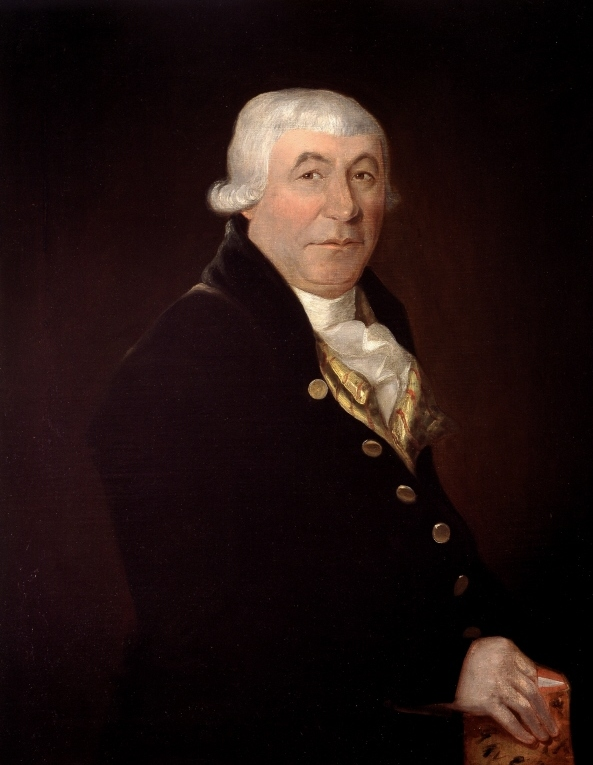
James McGill

제임스 맥길 (James McGill)은 스코틀랜드, 글래스고 출신으로 1744년 10월에 출생하였으며, 퀘벡주에서 영어와 불어를 할 줄 아는 성공적인 상인이었다. 1811년에서 1813년에 그는 그의 19헥타르에 이르는 번사이드(Burnside) 토지와 약 10,000파운드의 자산을 왕립 학술 진흥 기관 (the Royal Institution for the Advancement of Learning)에 기부하여, 맥길 대학교의 설립이 시작되었다.
 1813년 제임스 맥길의 유언에 따라, 왕립학술진흥기관은 대학교육을 위한 본격적인 체계를 갖추게 된다. 그의 유언의 조건은 "주(province)를 기반으로 한 대학교육의 진흥을 조건으로 부동산과 자산을 기부하며, 자신의 이름을 대학이름에 사용해야한다."는 것이었다. 이런 유지를 바탕으로 맥길 대학교는 제임스 맥길의 이름을 교명으로 사용하게 되었다. 1821년 3월 31일, 맥길 대학교는 조지 4세로부터 학교 운영과 학위 제공에 대한 허가를 받아, 1829년 공식적인 대학 수업이 시작되었다. 몬트리올의학기관(The Montreal Medical Institution)이 맥길대학교의 의학대학으로 합병되었으며, 캐나다 역사상 첫 의학학위가 1833년 맥길대학교에서 수여되었다.

### 왕립학술진흥기관 (the Royal Institution for the Advancement of Learning)

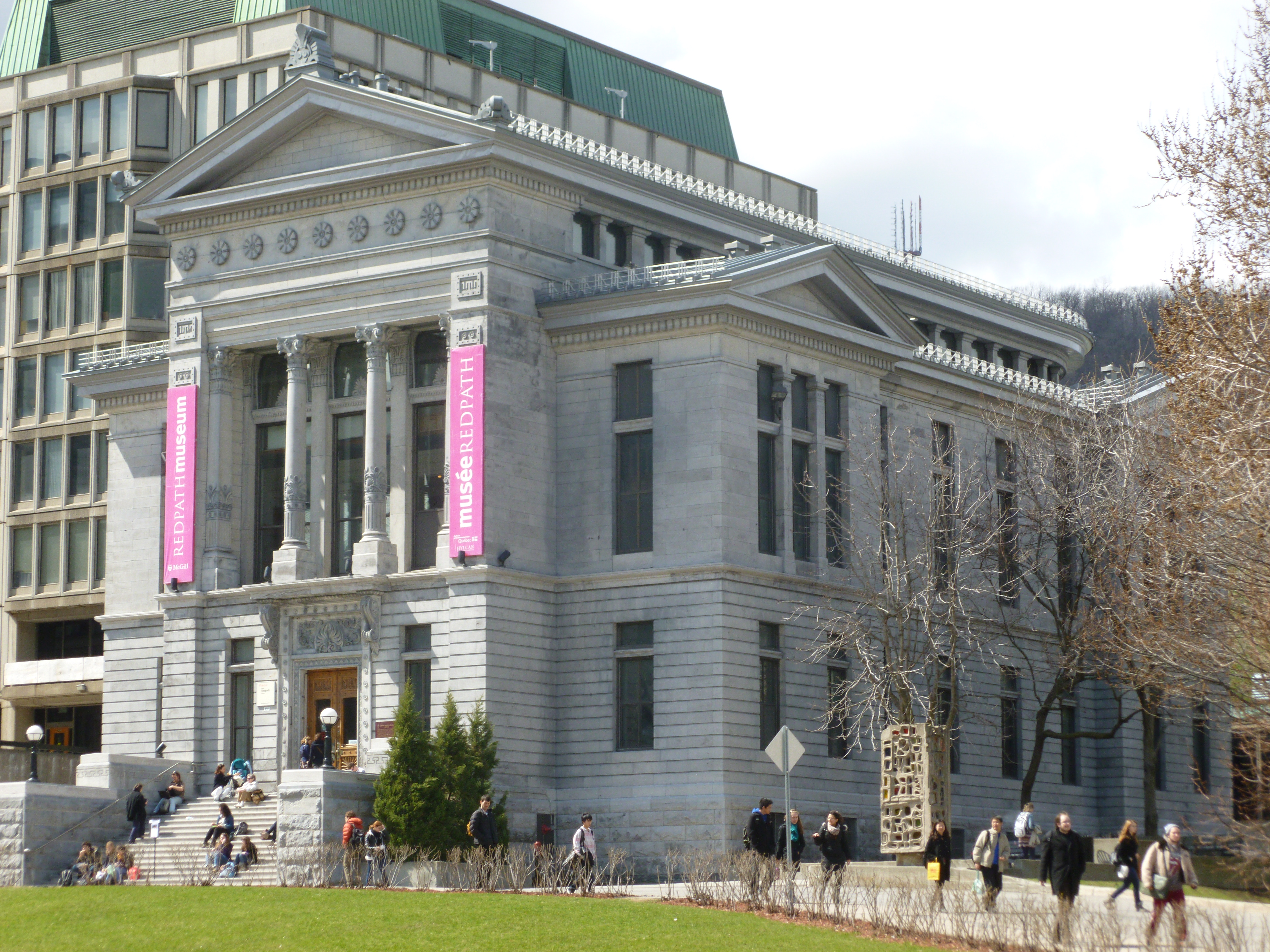
Redpath Museum

왕립학술진흥기관은 1801년에 설립되었고, 1816년 두 곳의 새로운 왕립 문법학교를 운영하였다. 이 학교들의 설립과 운영은 캐나다 전체 교육에 두가지 영향을 주었다. 첫째, "법안을 통과시킨 정부는 학교의 지원,행정 및 운영에 책임을 진다"는 정부의 의무를 명문화했으며, "학교와 교육을 지원하는 법률이 처음으로 법전에 기록"된 사실이다. 처음 운영했던 두 곳의 왕립 문법학교는 문을 닫았고, 1800년대 중반 왕립학술진흥기관은 나머지 82곳의 문법학교에 대하여 운영권을 잃어버린다. 이러한 이유로, 왕립학술진흥기관은 오직 맥길 대학교의 발전에만 매달리게 되었으며, 맥길 대학교는 고등교육기관으로 비약적인 발전을 이룩하게 되었다. 왕립학술진흥기관은 지금까지도 해체되지 않고, 맥길 대학교, 맥길 대학교 맥도널드 캠퍼스(전 맥도널드 칼리지), 몬트리올 신경과학 연구소 등의 운영에 관여하고 있다.

### 초창기

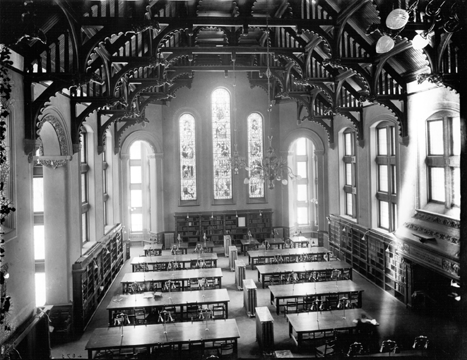
Redpath Library Reading Room, 1893

맥길 대학교의 초창기는 다른 북미의 대학들과 마찬가지로, 교수동을 제외한 다른 캠퍼스 시설이 미비하였다. 1840년대 이후, 맥길 대학교는 교사로서의 첫 건물인 예술동 (the Arts Building)를 건립하였다.
존 윌리엄 도슨경이 대학의 실질적인 총장으로 1855년부터 1893년까지 취임하면서, 현대 대학으로의 탈바꿈이 시작되었다. 그는 몬트리올의 부유한 시민들을 대상으로 기부를 받아서 캠퍼스 건물들을 증축하였다. 레드패스 박물관은 1880년에 건립되었다. 당시 캐나다내에 다른 박물관들은 용도가 다른 건물을 바꿔 사용하였지만, 레드패스 박물관은 캐나다 최초로 박물관을 용도로 건축되었다. 또한 기부자의 이름을 따 '래드패스'란 이름을 사용하였다.
맥도날드 물리학동 (Macdonald Physics Building)은 1893년에, 레드패스 도서관 (Redpath Library)는 1893년에, 맥도널드 화학동(the Macdonald Chemistry Building)은 1896년에, 맥도널드 공학동(the Macdonald Engineering Building), 스트라스코너 의학동은 1907년에, 맥클레넌 도서관 (the MacLennan Travelling Library)은 1900년에 걸립되었다. 또한, 윌리엄 맥도널드 경은 맥도널드 컬리지를 맥길대학교에 기부하였다. 맥길 대학교는 맥도널드 컬리지를 맥길 대학교 맥도널드 캠퍼스라고 이름을 바꾸고, 농생명공학분야의 학과들을 맥도널드 캠퍼스로 옮겼다. 캠퍼스의 확장 및 증축은 1920년대까지 계속되었다.

### 여성교육
맥길은 1884년에 여성들의 교육을 시작하였다. 도널드 스미스(Donald Smith)는 여성들을 위하여 따로 분리하여 강의를 운영하였다. 1888년에 여성에게 첫 학위를 수여하였으며, 1899년에는 로열 빅토리아 컬리지가 여성들을 위한 기숙사학교로 운영되었다. 1970년대까지 맥길대학교에 다니는 여학생들은 모두 로열 빅토리아 컬리지의 학생이었다. 오늘날까지 이 기숙학교는 맥길 대학교의 여학생을 위한 전용 기숙사로 쓰였으나, 최근 남녀 혼용 기숙사로 바뀌었다.

### 맥길 대학교의 확장
맥길 대학교는 브리티시컬럼비아주의 밴쿠버와 빅토리아에 처음으로 대학학위를 제공하는 분교를 설립하였다. 이는 1903년 빅토리아 컬리지의 설립으로 이루어지는데, 예술과 과학 분야에서 맥길이 제공하는 2년제 프로그램을 교육했으며, 후에 빅토리아 대학의 전신이 되었다. 또한, 브리티시컬럼비아주의 첫 종합대학은 1908년 밴쿠버시의 요청으로 브리티시컬럼비아 맥길 대학교 (the McGill University College of British Columbia)가 설립되었다. 1915년, 브리티시컬럼비아 대학교으로 독립할 때까지,브리티시컬럼비아 맥길 대학교에 재학 중인 학생들은 맥길 대학교 본교에서 주는 학위를 수여했다.

### 맥길 대학교와불어사용 시민들과의 갈등

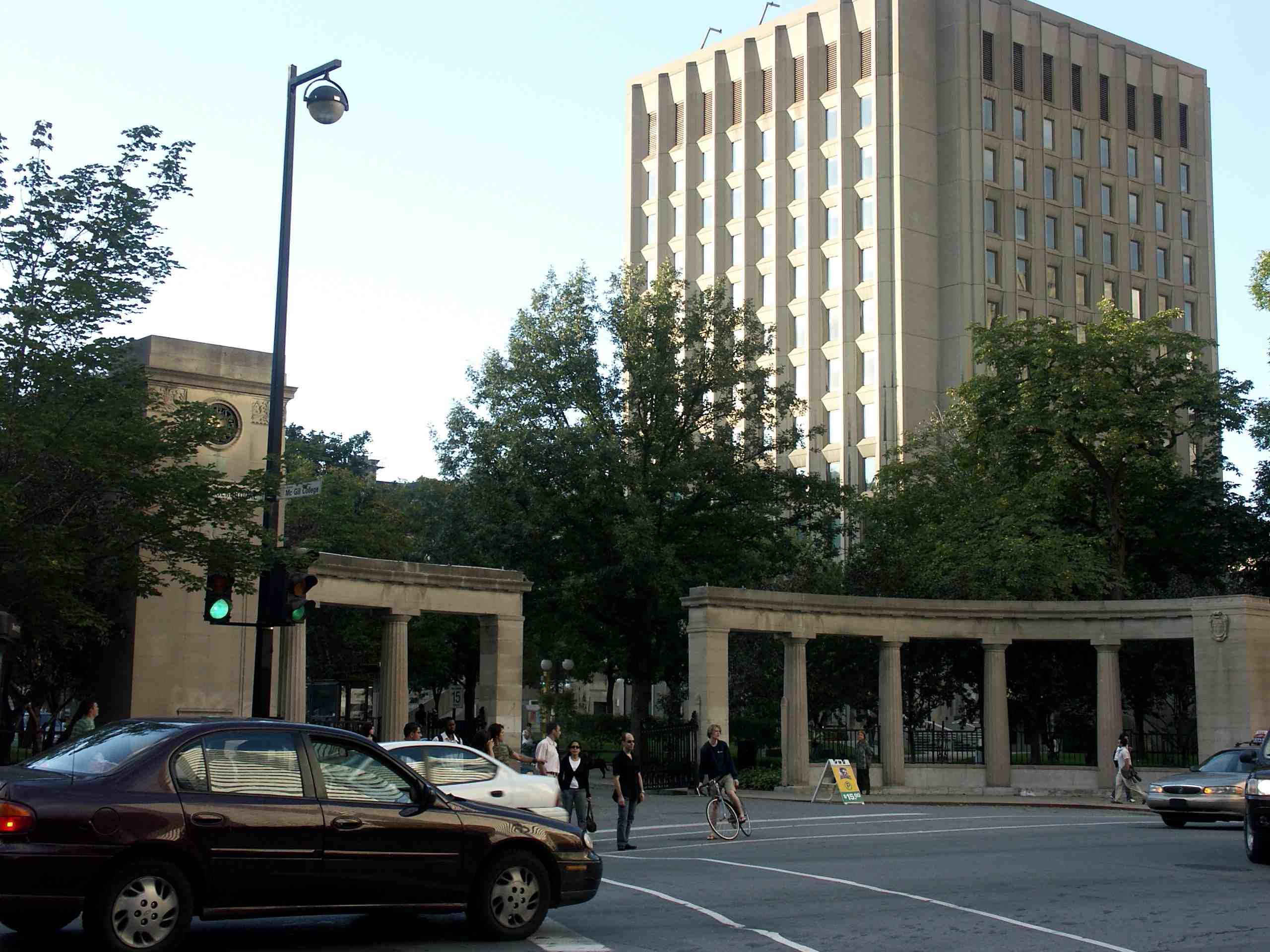
Roddick Gates

1969년 3월 29일, 퀘벡주의 프랑스계 시민들은 캐나다를 대표하는 전통적인 대학인 맥길 대학교가 불어를 사용하는 시민들을 홀대하고 있으며, 정부의 지원금과 자신들이 낸 세금이 상당 부분이 맥길 대학교를 위하여 사용하고 있다는 불만에서 프랑스계 시민들이 맥길 대학교의 롸딕 게이트 앞에서 시위를 하였다. 그들의 요구는 프랑스계 인구의 수만큼, 즉 불어가 모국어인 시민들도 맥길 대학교를 인구수만큼 입학하게 해달라는 청원이었다. 이 시위는 몬트리올 역사에 두 번째로 남은 큰 시위였으나, 맥길 대학교의 교수진과 학생들은 인구비율로 학생을 선발하는 것은 불합리하며, 합리적인 제도와 선발 기준내에서 인구 비율과 상관없이 학생을 선발하겠다고 발표하였다. 당시 3%였던 불어가 모국어였던 인원의 비중이 현재 40%까지 늘어났다. 하지만, 대부분의 수업이 영어로 진행된다. (불어도 공용으로 사용할 수 있다)

## 기부
- 캐나다 대학 역사상 처음으로 2년 동안 개인,기관,회사들로부터 약 5억 캐나다 달러(한화 약 5천5백억)를 기부 받았다. (정부 지원 교부금(government's endowment) 제외) 2012년까지 세계 115개 국가에서 약 10억 캐나다 달러 (1조원)의 기부금을 모급했다.[38]

## 교육 및 연구

### 대학 순위 및 평가
- 영국 QS, 타임즈 세계 대학 평가

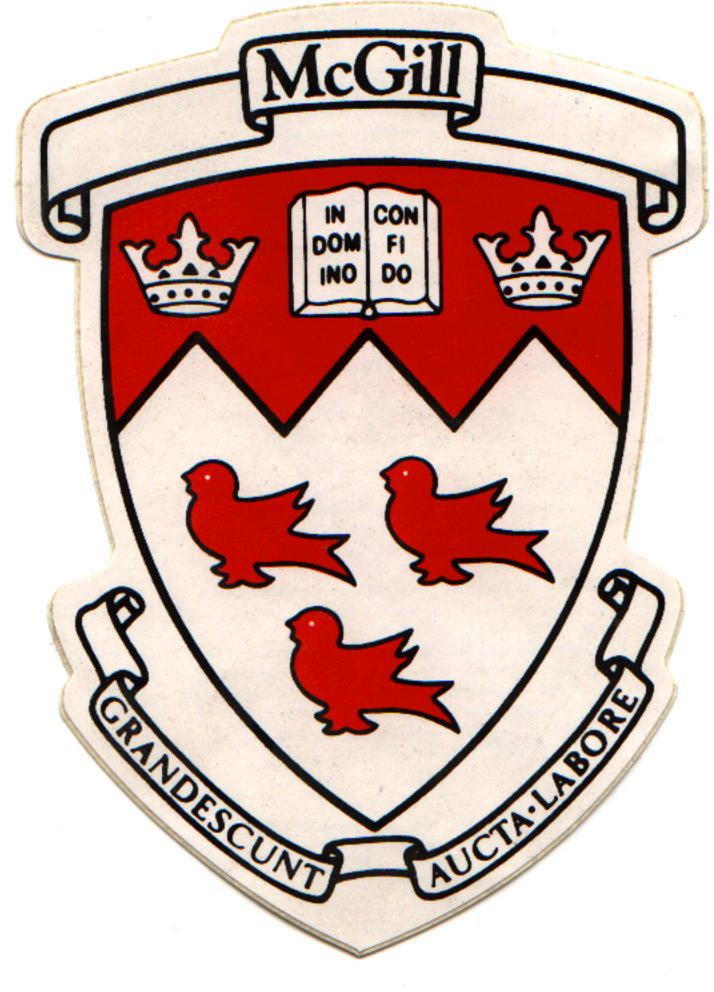
McGill University Coat of Arms

2016-7년 QS 세계 대학 평가에서 세계 30위, 캐나다 1위에 랭크되었다. 2016년 타임즈의 세계대학 고용 선호도 순위(The Global University Employability Ranking)에선 세계 18위로 평가됐다. 2007년 QS-타임즈 세계 대학 평가에서는 세계 12위, 캐나다 1위를 차지하였으며, 이는 역대 북미 (캐나다, 미국) 공립 대학 중 최고 랭킹이다.
- 캐나다 맥클린스 (Maclean's)

맥길 대학교는 2005년부터 13년연속으로 종합대학교 (학사/석사/박사/의학과정)중 1위를 차지하였다. 캐나다 전국 여론 조사 (기업 채용담당자, 고등학교 교장, 진학 상담사, 대학 직원들의 의견을 수렴하여 매긴 순위)에서도 맥길 대학교는 1위를 차지하였다.
- 캐나다 글로브 앤 메일 (Globe and Mail)

맥길대학교는 2008년 글로브 앤 메일의 연구에서, 학문 평판 (Academic Reputation) 분야에 A+ 등급으로 캐나다 최고 점수를 획득하였다.
| 순위/분야 | 학문적 평판                             | 도서관                      | 캠퍼스 정보기술             | 학생만족감 및 교육의 질   |
| --------- | --------------------------------------- | --------------------------- | --------------------------- | ------------------------- |
| 1         | 맥길 대학교(A+)                         | 맥길 대학교(A)              | 맥길 대학교(A)              | 웨스턴 온타리오 대학교(A) |
| 2         | (세인트 조지스 캠퍼스)토론토 대학교 (A) | 웨스턴 온타리오 대학교 (A-) | 웨스턴 온타리오 대학교 (A-) | 맥길 대학교(A-)           |
| 3         | 워털루 대학교 (A)                       | 앨버타 대학교 (A-)          | 앨버타 대학교 (B+)          | 맥마스터 대학교(A-)       |

- 프린스턴 리뷰의 고우만 캐나다 대학 순위(The Gourman Ranking of Canadian Universities)는 맥길의 학부 프로그램을 캐나다 1위로 평가했다.[52]
- 뉴스위크 및 카플란 컬리지 리포트는 맥길 대학교를 "캐나다의 하버드-북미의 최고 12개 대학 중 하나"라고 표현했다. (McGill is one of the 12 hottest colleges in North America - the Harvard of Canada.)[53][54]
- 블룸버그의 비즈니스위크(Bloomberg BusinessWeek)는 2012년도에 맥길 대학교를 "캐나다 최고의 대학으로, 세계 20대 대학 중 하나"로 표현했다. (McGill University is the #1 university in Canada and among the top 20 worldwide.)[55]
- 뉴욕타임스가 2011년도에 수 백명의 기업 CEO들을 대상으로 한 고용선호도에서 맥길 대학은 세계 19위에 선정되었다.[56]
- 맥길 대학교는 세계경제포럼이 선정한 세계 최상위 26개 대학 중 하나이다.[6]

## 입학
맥클린즈에 따르면, 맥길 대학교 신입생들의 고등학교 평균 성적은 93.4%이며, 약 90%의 학생들이 졸업 고교의 상위 10%에 속한다. 신입생들의 입학 성적은 캐나다에서 가장 높다.
- 맥길 대학교에 유학생 비율은 캐나다 전체에서 가장 높으며(24.1%), 유학생들중 대부분이 미국, 프랑스, 중국, 영국, 독일, 이태리 및 일본 학생들이다.(한국 학생은 전체 약 0.73%)[57][58]
- 캐나다 대학중, 가장 높은 석/박사 학생의 비율을 가지고 있다.[59]

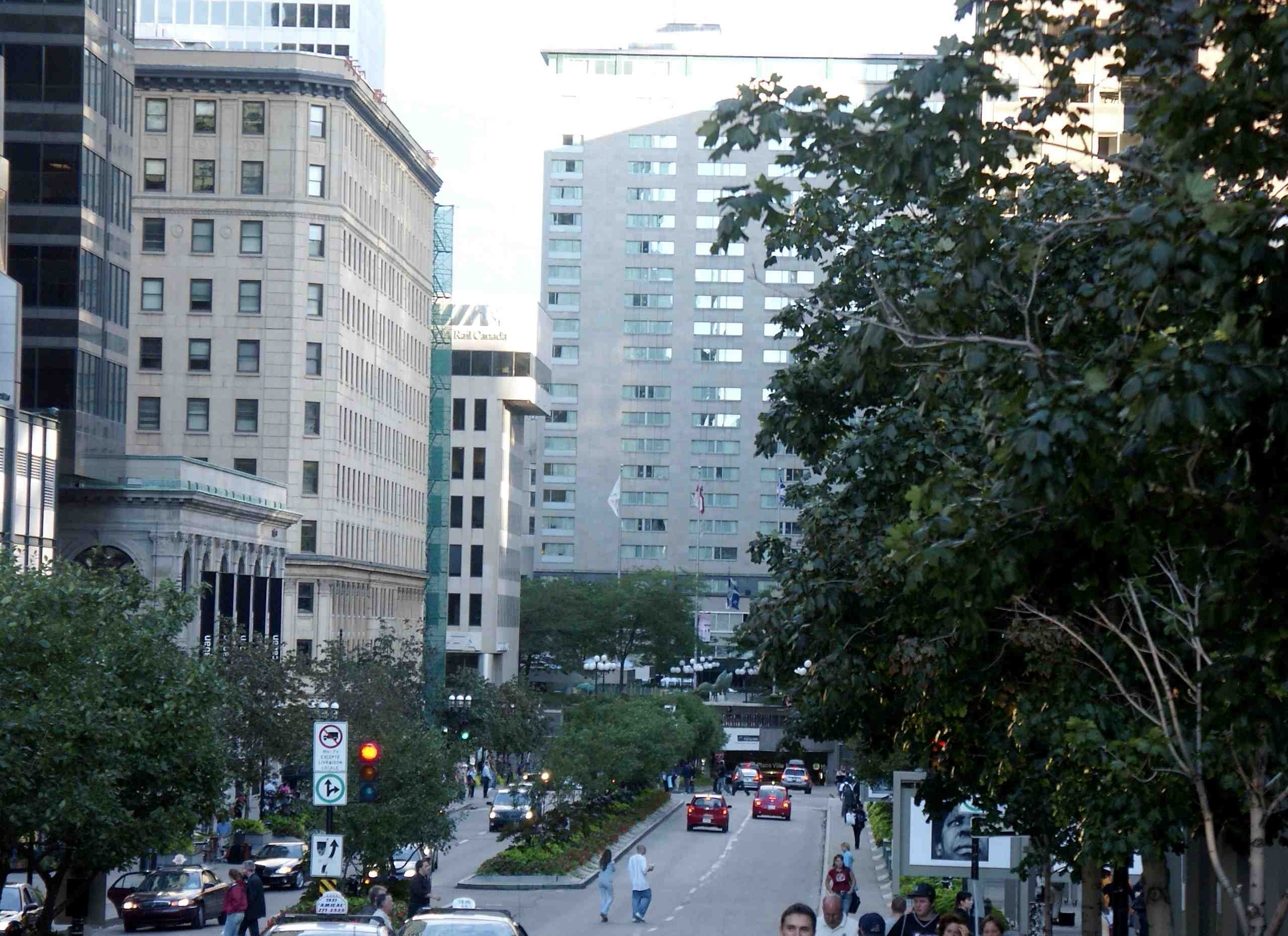
McGill College Avenue

- 미국 고등학교 졸업자 대상: 미국 고등학교 졸업생의 경우 3.7/4.0이다.
- SAT와 ACT - 신입생들의 SAT 점수 중간값은 2090점 (비판적 독해:730점, 수학:730점, 글쓰기: 730점, 총 2400점 만점)이며, ACT 종합 점수는 32점이었다.[60]
- Quebec CEGEP r-score 중간값 - 32
- 입학비율 - 2014년의 경우 학부과정에는 20.3% (31,309명중 6,368명), 대학원 과정에는 20.1% (10,922명중에 2,196명)가 입학하였다.[57]

## 미디어 속 맥길 대학교

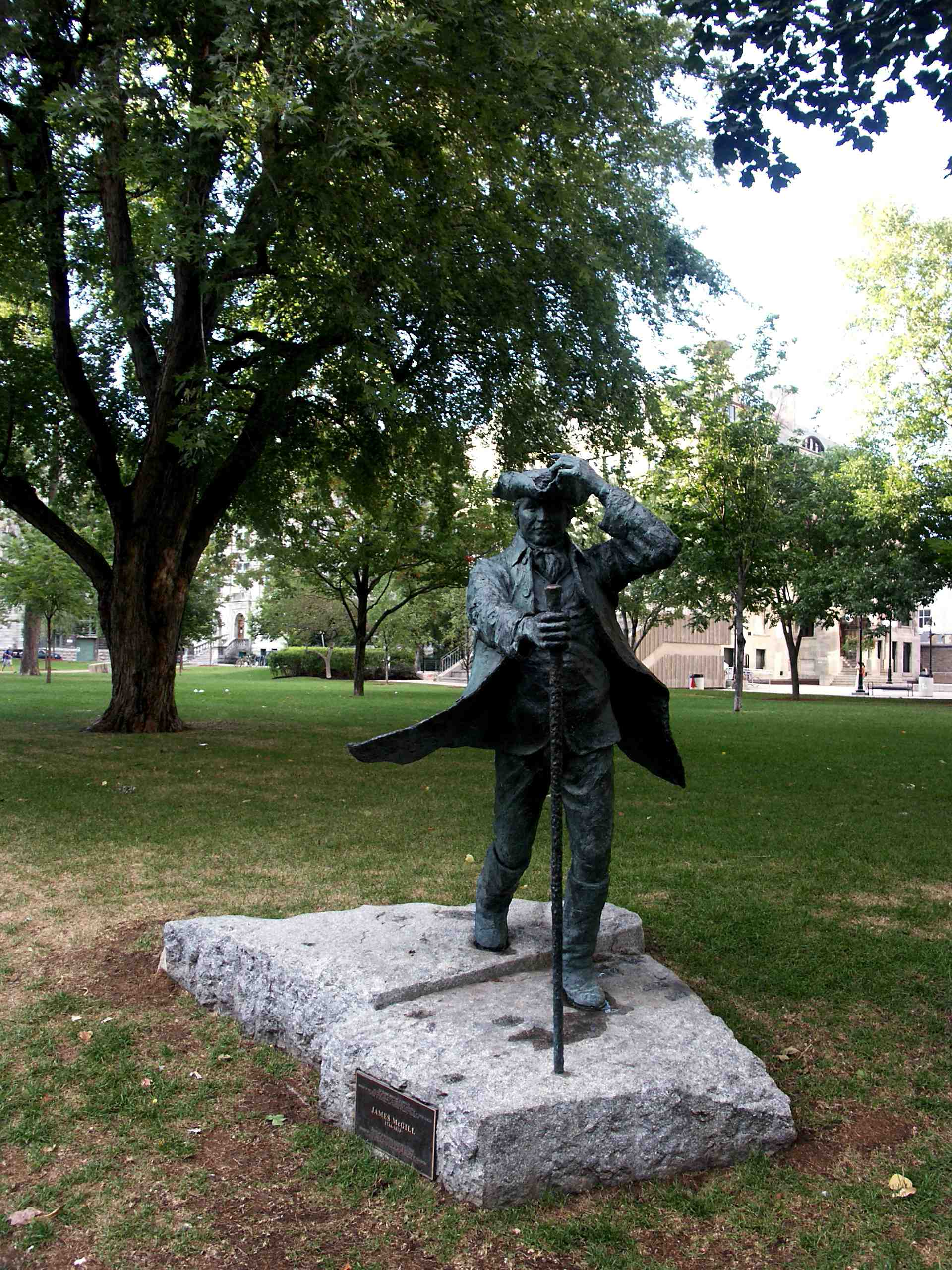
Statue of James McGill

### 영화
- Get Smart (2008), 동영상 보기
- The Score (2001), 로버트 드니로 주연, 몬트리올에서 촬영
- The Sum of All Fears (2002)
- The Heartbeats (2010), Nicolas가 맥길대학교에서 영문학을 배우러 몬트리올에 온 설정

### TV쇼 및 가상인물
- House, M.D. (TV Series). James Wilson - 프린스턴-플레인즈보로 티칭 병원에 근무하는 맥길 대학 출신 종양학자.
- Lives Of the Bengal Lancers (1935). Lieutenant Alan McGregor (게리 쿠퍼) - 스코트랜드 출신 캐나다인으로 맥길 대학교를 졸업한 인물로 설정
- Tobruk (1967). Donald Craig - 세계 2차 대전 중에 영국 특수 부대를 도와주는 캐나다 병사.

## 대중교통 및 접근성

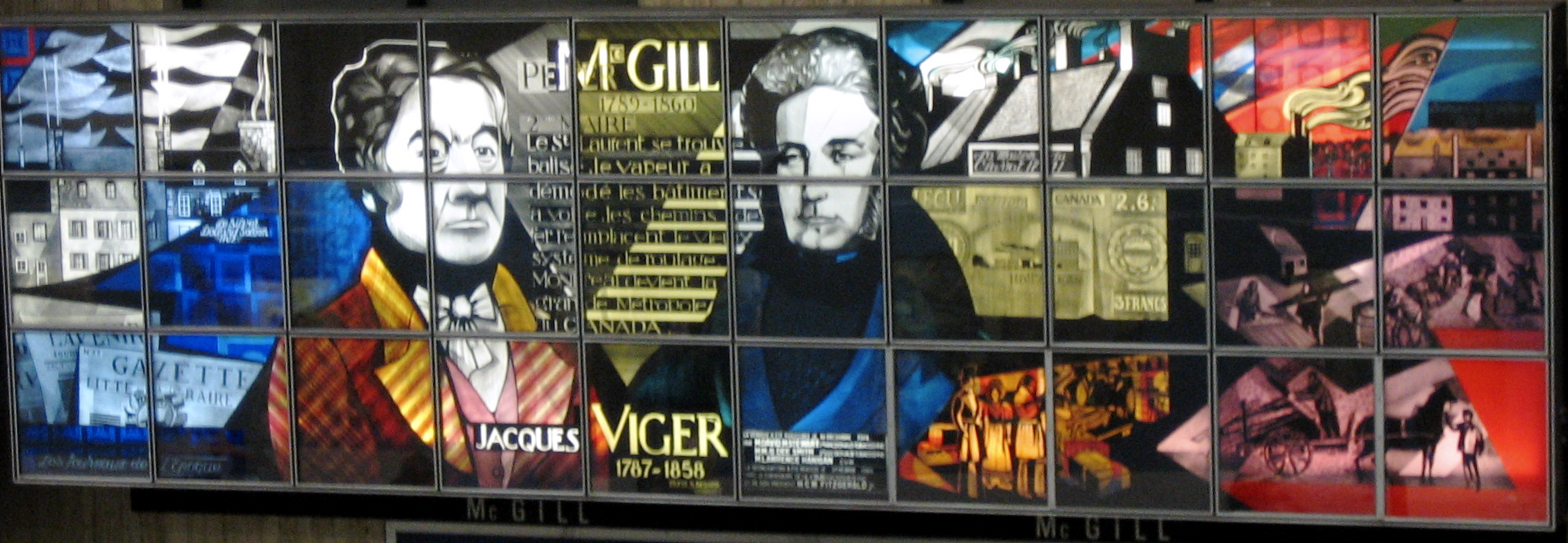
맥길 대학교 지하철역의 스테인드 글래스

맥길 대학교는 도심에 위치하여, 지하철(Metro) 및 버스를 통한 접근이 가능하다.
- 지하철 (Metro) - 지하철녹색라인 Peel역, McGill역, Place-des-Arts역에서 내리면, 맥길 대학교 다운타운 캠퍼스로 갈 수 있다. Peel역, McGill역에서 하차하면, 대부분의 캠퍼스 접근이 용이하며, Place-des-Arts역에서 하차할 경우, McGill Residence Hall, McGill Medical Simulation Centre 등으로 접근이 용이하다.
- 버스 - 맥길 대학교 다운타운 캠퍼스와 맥도널드 캠퍼스를 연결하는 셔틀 버스가 수시로 출발한다.

## 캠퍼스 주변 환경
- 언더그라운드 시티 (Underground City or Indoor City) - 이 지역은 맥길 대학교 다운 타운 캠퍼스의 남쪽과 연결되어 있으며, 세계에서 가장 긴 지하의 복합상점으로 알려져 있다. 모든 상점이 물리적으로 지하에 위치하진 않았지만, 백화점 및 몰들의 건물이 지하를 통하여 연결되어 있다. 길이는 총 32km이며, 7개의 지하철 역이 연결되어 있으며, 아파트, 호텔, 콘도, 상점, 은행, 식당, 버스터미널, 기차역 등이 연결되어 있다. 약 120곳의 출입구로 연결되어 있으며, 겨울에는 약 500,000명의 시민들이 이 곳을 이용하는 것으로 알려져 있다. 이러한 이유로 "몬트리올안에는 두 개의 도시가 있는데, 하나는 지상의 도시이며, 다른 하나는 지하의 도시이다"라는 말이 생겼다.

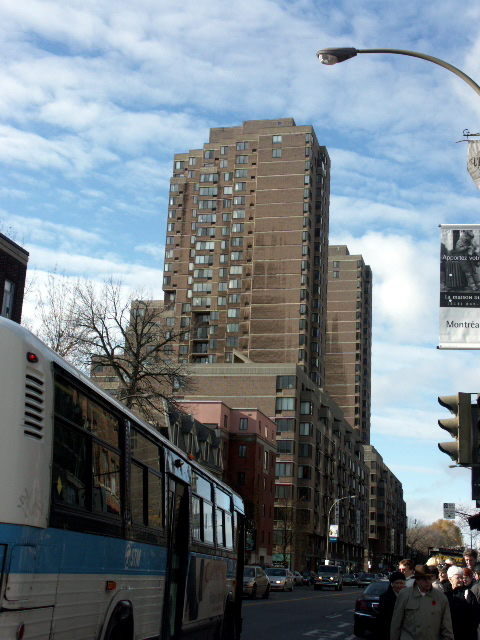
McGill Ghetto

- 맥길 게토 (McGill Ghetto) - 대부분의 재학생들이 주로 이 지역에 거주한다. '게토'는 사회적,경제적으로 동일한 집단이 거주하는 지역을 의미하여, 맥길 대학교 재학 중인 학생들이 주로 거주한다는 뜻으로 '맥길 게토'라 불린다. 공식적으로는 몬트리올의 밀턴 파크 지역을 의미하며, 맥길 대학교 다운타운 캠퍼스의 서쪽지역을 의미한다. 주로 이 지역은 1800년대 후반에 지어진 역사적인 건물들과 20세기 초반에 증축된 건물들, 20세기 후반에 지어진 아파트들, 그리고 최근 지어진 주상복합 건물들로 뒤섞여있다. 맥길 대학교는 2009년 쉐라톤 호텔 건물을 인수하여, 학생 기숙사로 활용하고 있다. 이 지역은 안전하고, 대중교통 접근이 편리한 지역으로 알려져 있다.
- 생 로랑 거리 (Saint Laurent Street) - 맥길 게토의 서쪽 마지막 부분에 해당하며, 생로랑 강을 따라 종으로 연결된 거리이다. 이 거리는 남쪽으로는 차이나타운과 북쪽으로는 리틀 이태리까지 해당하는 지역으로, 몬트리올 스모크트 밋 (Smoked Meat)과 핫도그 (hot dog)로 유명한 음식점과 다수의 음악 스튜디오 및 미술 갤러리, 클럽등이 몰려있다. 특히, 이 지역은 과거와 현재, 영국 문화와 프랑스 문화, 북미의 문화와 유럽의 문화가 맞닿는 경계점으로 널리 알려져 있다. 이러한 이유로, 다수의 대중예술에서 이 거리와 지역을 각 문화의 화합의 장으로 언급했다.
- 크레상 거리 (Crescent Street) - 맥길 다운다운 캠퍼스의 동쪽에 위치하고 있는 거리이다. 포뮬라 원 그랑프리 자동차 경주 페스티벌을 여는 거리로 유명하며, 하드 락 카페 등의 클럽들과 식당, 나이트 클럽, 상점 등이 위치해있다.

## 한인 단체
1. 37년의 역사를 자랑하는 KSS, Korean Students' Society
1980년에 처음 설립되었으며 매년 새로운 회장과 학생회 임원들을 선출한다. KSS의 궁극적인 목표는 맥길대학교에서 새롭게 시작하는 한인 학생들이 몬트리올에서 뜻깊은 생활을 잘 할 수 있도록 도와주는 것이다. 또한 학생들이 학업에 열중하며 방향을 잡을 수 있도록 여러 가지 필요한 정보를 제공하고, 그에 필요한 정보 공유 및 사회적 관계 형성을 통해 서로 유대를 강화하도록 다리 역할을 하는 것이다.
KSS 가 주최하는 이벤트로는 한국에서 열리는 부모님 설명회, pre-OT 가 있고 몬트리올 안에서 개최되는 캠퍼스 투어, OT, MT, 학과 모임, 스키트립, 운동회 등이 있다.
2. MECA: McGill Koreans’ Educational and Cultural Association
현재 맥길 대학교 SSMU에 공식 인정받은 둘뿐인 한인 동아리 중 하나.
클럽의 목표는 한국의 문화, 역사를 홍보하고 교내 학생들의 학업을 적극적으로 도와주는 데 있다. 몬트리올 내 다른 한인 단체들 (영사관, MKLCC 등)과 협력해서 한글 수업, 통일 골든벨, 멘토쉽 컨퍼런스, 한가위축제 같은 다양한 지역 행사를 주최하고 있다.
2016년부터는 Discover Korea 시리즈를 통해 외국인들이 한국 사회에 관해 좀 더 심도 있게 이야기해볼 수 있는 토론의 장을 열어 해외에서 한국문화를 전파하는데 교두보 역할을 하고 있다.
MECA는 이처럼 다양성을 추구하며, 학업적인 면과 한인사회의 친목을 도모하는 면에서 어느 한쪽에 치우치지 않고 다방면으로 도움을 주는 동아리다. 클럽의 활동들은 한인학생들에 제한되어 있지 않고 한인 신입생, 재학생 그리고 한국에 관심이 있는 외국인 학생들에게도 도움을 주는 것이 특징이다.
그 외로도:
작지만 알차고 유익한 학업/취업 관련 세미나를 꾸준히 개최하는 KPA (Korean Professional Association). 
교내 유일무이한 한인 라디오 동아리 Merci Beaucoup. 이제는 없어진 듯 하다.
그리고 2016년에 막 탄생했지만 가장 거대한 자본력을 가진 AKCSE가 있다.

## 같이 보기
- U15 캐나다 연구 대학 그룹